# Karl Philipp Franz von Hohenlohe-Bartenstein
Karl Philipp Franz von Hohenlohe-Bartenstein, I principe di Hohenlohe-Bartenstein (Wanfried, 12 luglio 1702 – Wetzlar, 1º marzo 1763), è stato un principe e magistrato tedesco.

## Biografia

### I primi anni
Karl Philipp era figlio del conte Philipp Karl von Hohenlohe-Bartenstein e di sua moglie, la principessa Sofia Leopoldina d'Assia-Rheinfels-Wanfried (1681-1724), figlia del langravio Carlo d'Assia-Wanfried. Dopo la morte di suo padre nel gennaio 1729, assunse ereditandolo il titolo di conte di Hohenlohe-Bartenstein.
Karl Philipp studiò legge, intenzionato ad intraprendere la carriera ecclesiastica, ma   decise di prendere in moglie il 26 maggio 1727 Sofia Federica d'Assia-Homburg (1714-1777), nipote dell'elettore del Brandeburgo, il principe di Homburg. In dote Sofia Federica portò i diritti sui possedimenti di Oberbronn e Niederbronn in Alsazia. Durante i primi anni della sovranità sulla contea, Karl Philipp visse con la famiglia nel castello di Bartenstein. Il 4 novembre 1729 la contea di Pfedelbach fu divisa tra Schillingsfürst e Bartenstein, e Karl Philipp ricevette Pfedelbach ed i feudi di Mainhardt, Sindringen e Herrenzimmern. Nel 1737 lui e i suoi due fratelli concordarono che i 2/3 dei territori col castello ed il feudo di Bartenstein sarebbero rimasti a Karl Philipp, mentre il castello e il feudo di Pfedelbach sarebbero andati al fratello minore Ferdinand e, dopo la sua morte senza figli, sarebbero andati prima all'altro fratello Joseph e poi ai suoi discendenti.

### Principe e giudice imperiale
Nel 1742 l'imperatore nominò Karl Philipp quale membro del suo consiglio privato, e il 12 maggio 1744 ricevette il titolo di principe con diritto esclusivo di primogenitura. Nel 1745 l'imperatore lo nominò giudice, come suo padre prima di lui a Wetzlar, e giudice del Tribunale della Camera imperiale.
Karl Philipp Franz non fu un giudice esemplare: sotto la sua gestione il tribunale della camera imperiale venne infestato dalla corruzione e la sua amministrazione venne generalmente vista come inefficiente e pigra. Ma sia l'imperatore Francesco I che Giuseppe II si rifiutarono di sostituirlo per evitare un possibile scandalo, perché il tribunale imperiale era un ufficio che spesso richiedeva più denaro di quanto non ne elargisse lo stato, e molte volte erano i giudici membri a doversi sobbarcare le spese dovute con fondi privati. Queste spese, che giunsero nel caso della gestione Hohenlohe-Bartenstein a un terzo delle sue entrate totali, vennero in parte coperte con l'appoggio di Nathan Aaron Wetzlar, un mercante di tessuti e banchiere di Francoforte sul Meno nonché fratello del banchiere e fornitore imperiale Karl Abraham Wetzlar, entrambi di religione ebraica. Questo fatto andava in pieno contrasto con quanto disposto in particolare da Giuseppe II riguardo agli ebrei nei territori imperiali. L'imperatore era sul punto di destituire l'Hohenlohe-Bartenstein quando scoppiò la guerra dei sette anni,  che richiedeva nuovi fondi e quindi tutto venne lasciato com'era.
Solo dopo la morte del principe l'imperatore Giuseppe II avviò le indagini sulla sua gestione del tribunale, che portarono alla condanna e alla rimozione dai loro incarichi del barone Christian von Nettelbladt, del barone Philipp Heinrich von Reuss detto Haberkorn e di Johann Hermann Franz von Pape detto Papius, che vennero accusati di essersi lasciati corrompere da Nathan Aaron Wetzlar. Nel corso del processo, Nathan Aaron Wetzlar venne condannato a sei anni di prigione nel 1774.

### Gli ultimi anni
Karl Philipp si dedicò dal 1750 al'ampliamento del castello di Bartenstein in stile barocco, progetto per il quale assunse l'architetto italiano Andrea Gallasini (già operante a Fulda). Non visse però abbastanza da vedere il completamento dell'ampliamento del palazzo, che venne terminato da suo figlio Ludwig Karl. 
Karl Philipp morì a Wetzlar il 1º marzo 1763.

## Matrimonio e figli

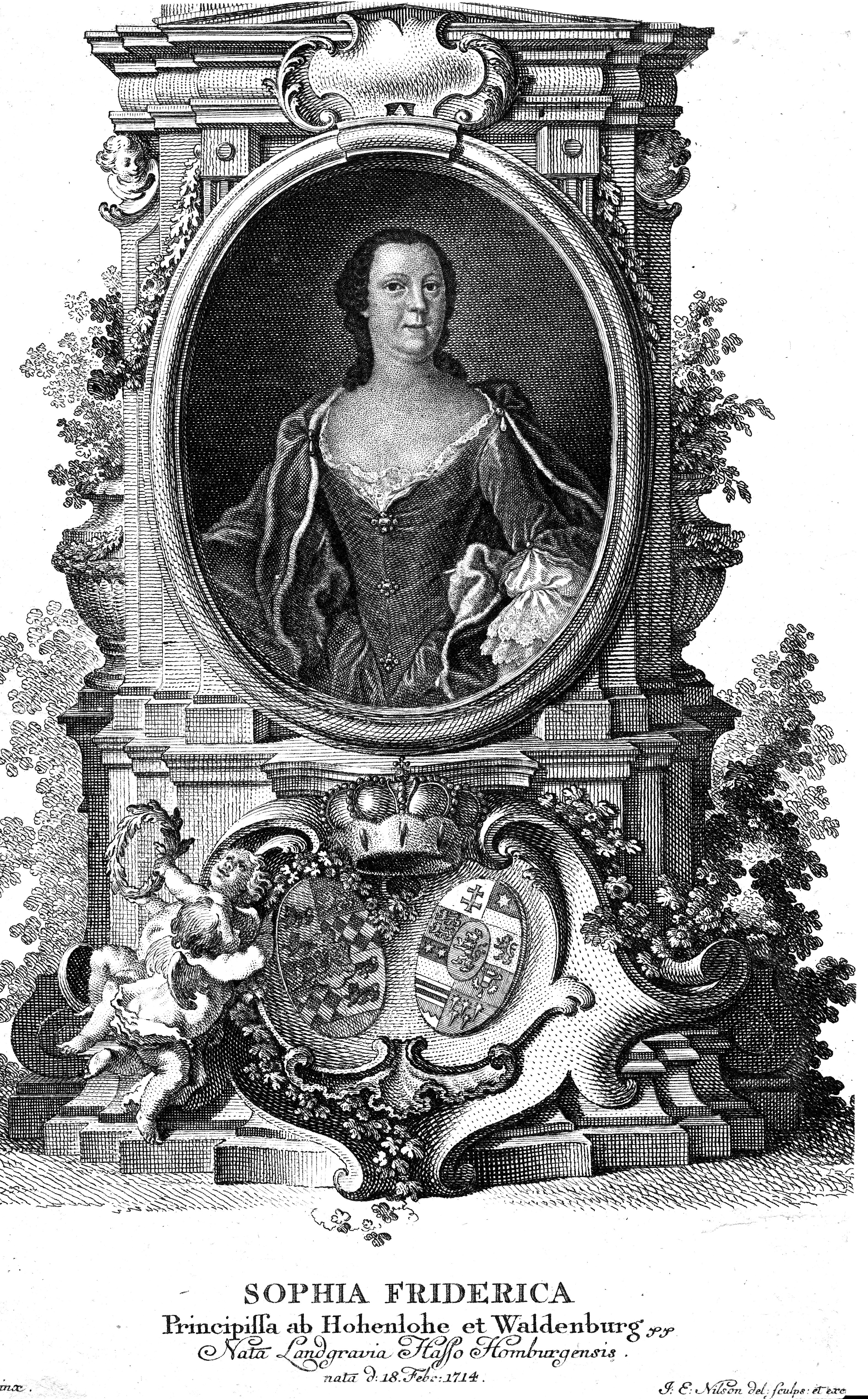
Sofia Federica d'Assia-Homburg in un'incisione di Johannes Esaias Nilson.

Karl Philipp sposò la principessa Sofia Federica d'Assia-Homburg. La coppia ebbe quattro figli:
- Ludwig Carl Franz Leopold (15 novembre 1731, Siegen - 14 giugno 1799, Kleinheubach), II principe di Hohenlohe-Bartenstein, sposò il 6 maggio 1757 la contessa Polissena von Limburg-Stirum (28 ottobre 1738 – 26 febbraio 1798)
- Klemens Armand Philipp Ernst (31 dicembre 1732, Bartenstein - 1792, isola di Gozo), cavaliere di Malta, dal 1774 al 1792 governatore di Gozo
- Joseph Christian Franz (6 novembre 1740, Bartenstein - 21 gennaio 1817, Johannesberg/Boemia), dal 1795 vescovo di Breslavia, duca di Grottkau e principe di Neisse
- Christian Ernst Franz Xaver (11 dicembre 1742, Bartenstein - 4 novembre 1819, Arnsberg)

## Ascendenza
|                                                            |                                      |                                         | Genitori                                                  |  |  | Nonni |  |  | Bisnonni                                                           |  |  | Trisnonni                                         |  |
|                                                            |                                      |                                         |                                                           |  |  |       |  |  | Giorgio Federico II, conte di Hohenlohe-Waldenburg-Schillingsfürst |  |  | Giorgio Federico I, conte di Hohenlohe-Waldenburg |  |
|                                                            |                                      |                                         |                                                           |  |  |       |  |  | Giorgio Federico II, conte di Hohenlohe-Waldenburg-Schillingsfürst |  |  | Giorgio Federico I, conte di Hohenlohe-Waldenburg |  |
|                                                            |                                      | Dorotea di Reuß-Gera                    |                                                           |  |  |       |  |  | Giorgio Federico II, conte di Hohenlohe-Waldenburg-Schillingsfürst |  |  |                                                   |  |
| Cristiano, conte di Hohenlohe-Waldenburg-Bartenstein       |                                      |                                         |                                                           |  |  |       |  |  | Giorgio Federico II, conte di Hohenlohe-Waldenburg-Schillingsfürst |  |  |                                                   |  |
|                                                            |                                      | Dorotea Sofia di Solms-Hohensolms-Lich  | Ermanno Adolfo, conte di Solms-Hohensolms-Lich            |  |  |       |  |  |                                                                    |  |  |                                                   |  |
|                                                            |                                      | Dorotea Sofia di Solms-Hohensolms-Lich  | Ermanno Adolfo, conte di Solms-Hohensolms-Lich            |  |  |       |  |  |                                                                    |  |  |                                                   |  |
|                                                            |                                      | Dorotea Sofia di Solms-Hohensolms-Lich  | Anna Sofia di Mansfeld-Hinterort                          |  |  |       |  |  |                                                                    |  |  |                                                   |  |
| Filippo Carlo, conte di Hohenlohe-Waldenburg-Bartenstein   |                                      | Dorotea Sofia di Solms-Hohensolms-Lich  |                                                           |  |  |       |  |  |                                                                    |  |  |                                                   |  |
|                                                            |                                      | Ermanno, conte di Hatzfeld              | Sebastiano di Hatzfeldt, signore di Wildenburg            |  |  |       |  |  |                                                                    |  |  |                                                   |  |
|                                                            |                                      | Ermanno, conte di Hatzfeld              | Sebastiano di Hatzfeldt, signore di Wildenburg            |  |  |       |  |  |                                                                    |  |  |                                                   |  |
|                                                            |                                      | Ermanno, conte di Hatzfeld              | Maria Margherita di Hatzfeld                              |  |  |       |  |  |                                                                    |  |  |                                                   |  |
| Lucia di Hatzfeld                                          |                                      | Ermanno, conte di Hatzfeld              |                                                           |  |  |       |  |  |                                                                    |  |  |                                                   |  |
|                                                            |                                      | Maria Caterina di Dalberg               | Volfango Teodoro, barone di Dalberg                       |  |  |       |  |  |                                                                    |  |  |                                                   |  |
|                                                            |                                      | Maria Caterina di Dalberg               | Volfango Teodoro, barone di Dalberg                       |  |  |       |  |  |                                                                    |  |  |                                                   |  |
|                                                            |                                      | Maria Caterina di Dalberg               | Maddalena di Cronberg                                     |  |  |       |  |  |                                                                    |  |  |                                                   |  |
| Carlo Filippo Francesco, principe di Hohenlohe-Bartenstein |                                      | Maria Caterina di Dalberg               |                                                           |  |  |       |  |  |                                                                    |  |  |                                                   |  |
|                                                            | Ernesto, langravio d'Assia-Rheinfels | Maurizio, langravio d'Assia-Kassel      |                                                           |  |  |       |  |  |                                                                    |  |  |                                                   |  |
|                                                            | Ernesto, langravio d'Assia-Rheinfels | Maurizio, langravio d'Assia-Kassel      |                                                           |  |  |       |  |  |                                                                    |  |  |                                                   |  |
|                                                            | Ernesto, langravio d'Assia-Rheinfels | Giuliana di Nassau-Dillenburg           |                                                           |  |  |       |  |  |                                                                    |  |  |                                                   |  |
| Carlo, langravio d'Assia-Wanfried                          | Ernesto, langravio d'Assia-Rheinfels |                                         |                                                           |  |  |       |  |  |                                                                    |  |  |                                                   |  |
|                                                            |                                      | Maria Eleonora di Solms-Hohensolms-Lich | Filippo Rainardo I, conte di Solms-Hohensolms-Lich        |  |  |       |  |  |                                                                    |  |  |                                                   |  |
|                                                            |                                      | Maria Eleonora di Solms-Hohensolms-Lich | Filippo Rainardo I, conte di Solms-Hohensolms-Lich        |  |  |       |  |  |                                                                    |  |  |                                                   |  |
|                                                            |                                      | Maria Eleonora di Solms-Hohensolms-Lich | Elisabetta di Wied                                        |  |  |       |  |  |                                                                    |  |  |                                                   |  |
| Sofia Leopoldina d'Assia-Wanfried                          |                                      | Maria Eleonora di Solms-Hohensolms-Lich |                                                           |  |  |       |  |  |                                                                    |  |  |                                                   |  |
|                                                            |                                      | Emich XII, conte di Leiningen-Dagsburg  | Giovanni Ludovico, conte di Leiningen-Dagsburg-Falkenburg |  |  |       |  |  |                                                                    |  |  |                                                   |  |
|                                                            |                                      | Emich XII, conte di Leiningen-Dagsburg  | Giovanni Ludovico, conte di Leiningen-Dagsburg-Falkenburg |  |  |       |  |  |                                                                    |  |  |                                                   |  |
|                                                            |                                      | Emich XII, conte di Leiningen-Dagsburg  | Maria Barbara di Sulz                                     |  |  |       |  |  |                                                                    |  |  |                                                   |  |
| Alessandrina Giuliana di Leiningen                         |                                      | Emich XII, conte di Leiningen-Dagsburg  |                                                           |  |  |       |  |  |                                                                    |  |  |                                                   |  |
|                                                            |                                      | Dorotea di Waldeck-Wildungen            | Cristiano, conte di Waldeck-Wildungen                     |  |  |       |  |  |                                                                    |  |  |                                                   |  |
|                                                            |                                      | Dorotea di Waldeck-Wildungen            | Cristiano, conte di Waldeck-Wildungen                     |  |  |       |  |  |                                                                    |  |  |                                                   |  |
|                                                            |                                      | Dorotea di Waldeck-Wildungen            | Elisabetta di Nassau-Siegen                               |  |  |       |  |  |                                                                    |  |  |                                                   |  |
|                                                            |                                      | Dorotea di Waldeck-Wildungen            |                                                           |  |  |       |  |  |                                                                    |  |  |                                                   |  |